# Lena Ottens
Lena Ottens (* 15. April 1997 in Everswinkel) ist eine deutsche Volleyball- und Beachvolleyballspielerin.

## Karriere

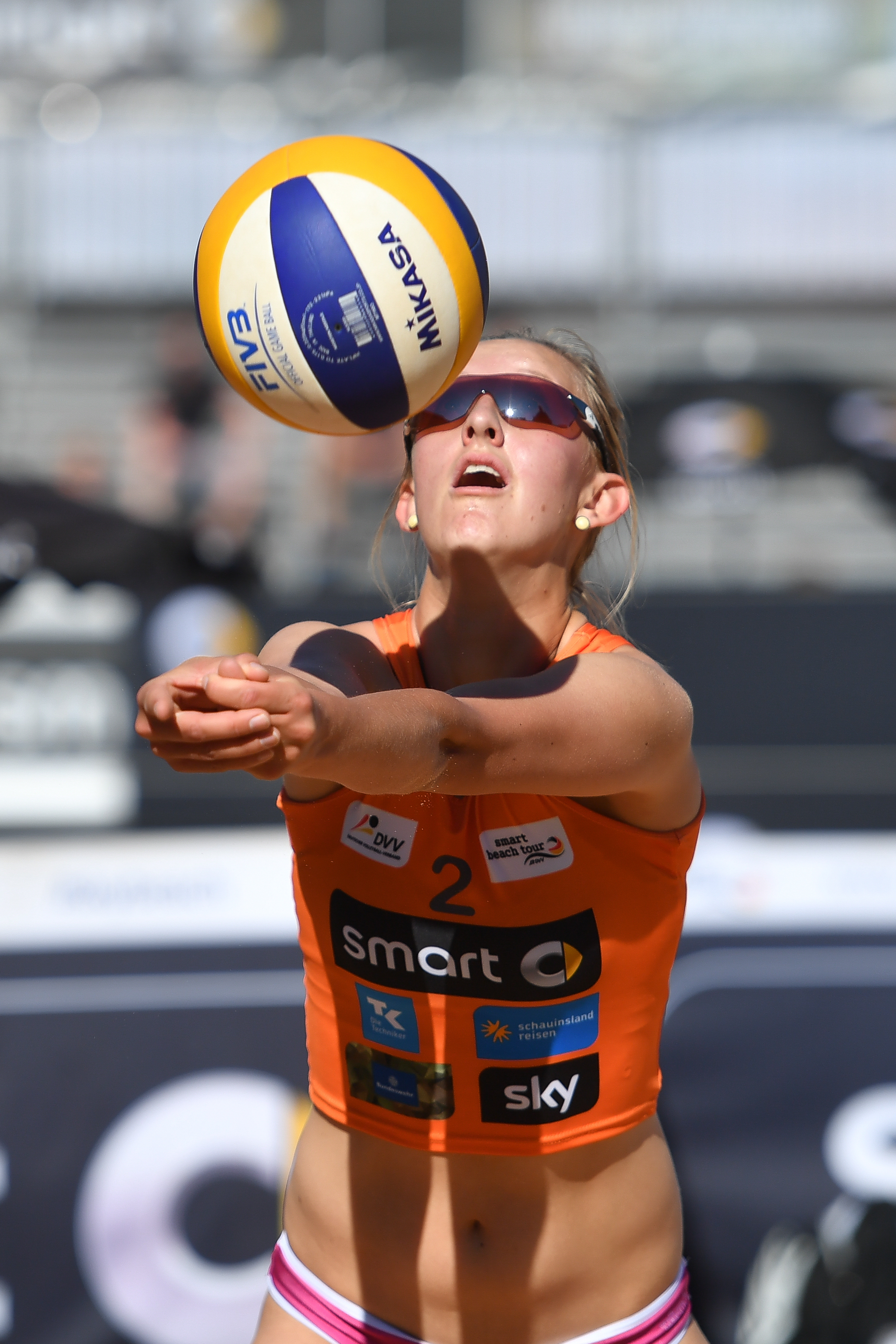
2017 in Nürnberg

Ottens begann ihre Volleyball-Karriere 2005 beim BSV Ostbevern, mit dem sie mehrfach bei den Westdeutschen und Deutschen Jugendmeisterschaften in der Halle spielte. 2010 begann sie mit dem Beachvolleyball. Mit Lea Dreckmann wurde sie 2013 und 2014 jeweils deutsche U18-Vizemeisterin und erreichte 2015 bei der U19-DM und bei der U20-DM jeweils Platz drei. Mit Leonie Klinke wurde Ottens 2014 im norwegischen Kristiansand U18-Europameisterin. An der Seite von Sandra Ittlinger erreichte sie 2015 bei der U22-EM im portugiesischen Macedo de Cavaleiros Platz fünf. Mit Stefanie Hüttermann spielte Ottens 2015 und 2016 auf der nationalen Smart Beach Tour, wurde Vierte beim CEV Satellite Turnier in Messina und Neunte bei der deutschen Meisterschaft in Timmendorfer Strand. Mit Leonie Körtzinger belegte sie 2016 bei der U20-DM und 2017 beim Smart Beach Cup in Duisburg jeweils den dritten Platz. 2017 spielte Ottens an der Seite von Anika Krebs auf der Smart Beach Tour. Ottens/Krebs wurden Fünfte beim CEV Satellite Turnier in Ljubljana und Neunte bei der deutschen Meisterschaft.
Nach einer Schulteroperation im Dezember 2017 fiel Ottens für die gesamte Saison 2018 aus. 2019 spielte sie zunächst zweimal auf der World Tour wieder mit Leonie Klinke und später auf der Techniker Beach Tour mit Hannah Ziemer. 2020 qualifizierten sich Klinke/Ottens über die Comdirect Beach Tour 2020 für die deutsche Meisterschaft. Wegen Klinkes Knieproblemen spielte Ottens dort mit Melanie Gernert und wurde Fünfte.